# Schönstatt (Vallendar)

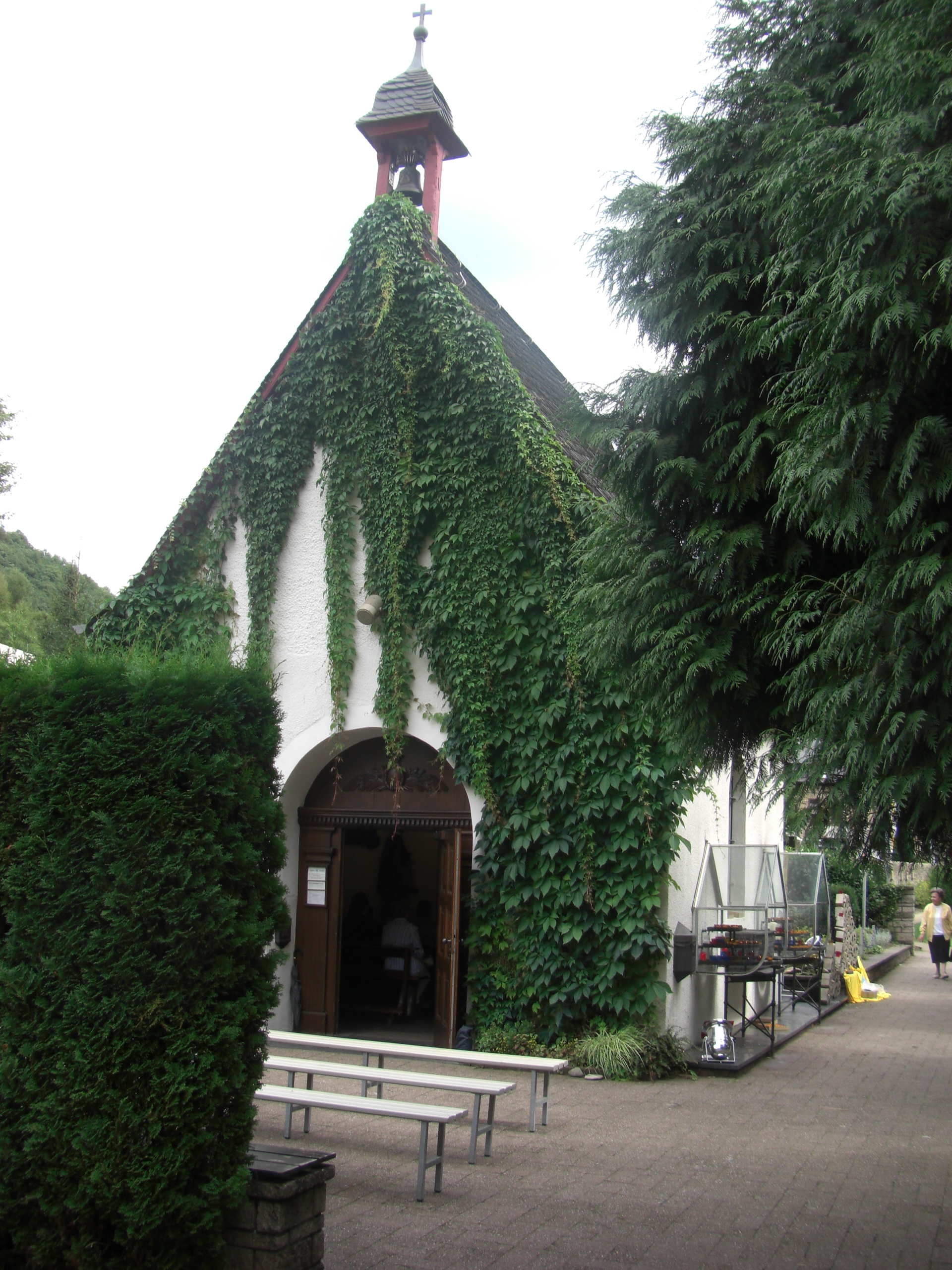
Das Urheiligtum, Keimzelle der Internationalen Schönstatt-Bewegung

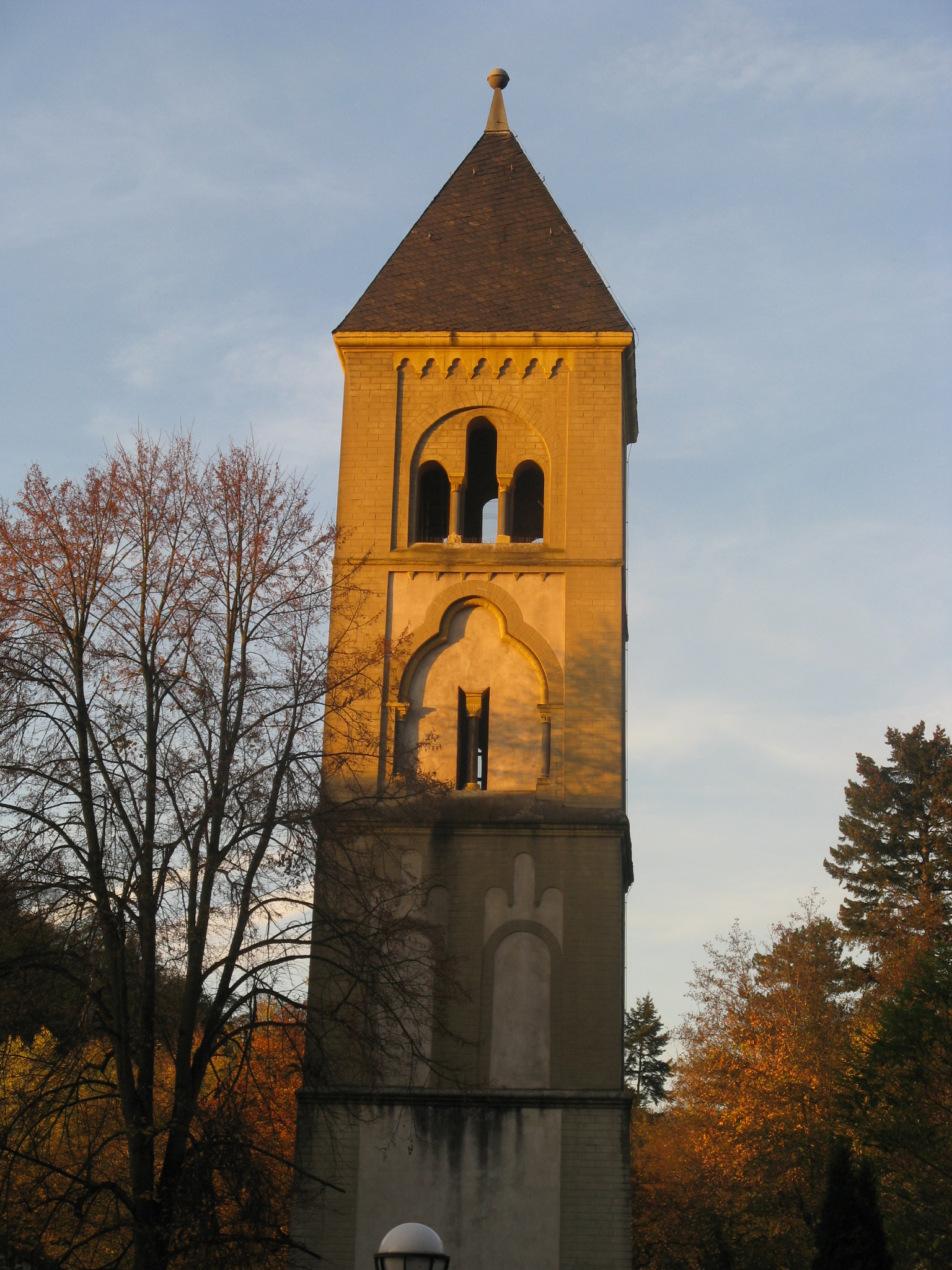
Romanischer Turm des zerstörten Augustinerinnenklosters Vallendar-Schönstatt

Schönstatt ist ein Stadtteil der Stadt Vallendar am Rhein. Hier entstand 1914 die gleichnamige Schönstattbewegung. Deren geistiger und symbolischer Mittelpunkt ist das Urheiligtum, in dessen Umkreis zahlreiche Einrichtungen der Schönstattbewegung und der Pallottiner angesiedelt sind.

## Geschichte
Der Ort wurde am 22. Oktober 1143 vom Trierer Erzbischof Albero von Montreuil erstmals als „eyne schöne stat“ in Zusammenhang mit der Neugegründung eines Augustinerinnenklosters erwähnt. Das Kloster wurde mit Augustinerinnen aus dem Mutterkloster Lonnig besiedelt und erhielt bald umfangreiche Besitztümer. Als Klosterkirche wurde eine spätromanische Basilika mit dem Patrozinium Unserer Lieben Frau errichtet. Die dem Erzengel Michael geweihte Friedhofskapelle des Klosters, das heutige Urheiligtum, wurde erstmals 1319 erwähnt. Abgesehen davon und einem Turm der Klosterkirche sind heute nur noch wenige Bauwerke des mittelalterlichen Klosters erhalten.
Nachdem das Kloster in der Mitte des 15. Jahrhunderts wirtschaftlich und moralisch niedergegangen war, verlegte Erzbischof Johann von Trier 1487 das Augustinerinnenkloster Ehrenbreitstein nach Schönstatt und unterstellte es dem Reformkloster Niederwerth. Doch schon 1567 wurde das Kloster in Schönstatt aufgelöst.
Während des Dreißigjährigen Krieges wurde die Klosteranlage 1633 geplündert und größtenteils zerstört, die Friedhofskapelle 1681 wiedererrichtet.
Durch die kurtrierer Administration wurden in der zweiten Hälfte des 17. Jahrhunderts die Konventgebäude teilweise wiedererrichtet und profanen Zwecken zugeführt. Unter anderem befand sich darin eine Fayencemanufaktur. Nach dem Ende des Alten Reiches 1803 und dem Untergang Kurtriers lag das Gelände fast ein Jahrhundert brach. Von der Kirche waren nur noch die beiden Westtürme erhalten, die 1885 und 1898–1903 gesichert wurden. Offenbar reichte dies jedoch nicht aus, denn am 21. März 1932 stürzte der südwestliche Turm ein, der nordwestliche ist bis heute erhalten.
1901 erwarben die Pallottiner das ehemalige Klostergelände und verlegten einen Teil ihrer Missionsschule von Koblenz-Ehrenbreitstein nach Schönstatt. Sie errichteten 1908–1912 oberhalb der bestehenden Anlagen ein Studienheim, aus der die heutige Vinzenz Pallotti University hervorging. In diesem war Pater Josef Kentenich von 1912–1919 Spiritual und gründete zunächst eine Marianische Kongregation, aus der ab 1914 die Schönstatt-Bewegung hervorging, deren geistiger und symbolischer Mittelpunkt die ehemalige Friedhofskapelle wurde.

## Einrichtungen
Das Urheiligtum, der Gründungsort der Schönstatt-Bewegung, ist ein anerkannter Marienwallfahrtsort und zieht Pilger aus aller Welt zu Wallfahrten, Besinnungstagen, Seminaren und anderen religiösen Veranstaltungen an.
Eine Pilgerkirche wurde 1999 von dem Ratinger Architekten Anton Alshut errichtet. Der zeltartige Rundbau mit geschwungener Dachkonstruktion bietet über 1300 Gläubigen Platz.
Das Bundesheim (auch Pallotti-Haus) wurde 1928 errichtet, um dort Exerzitien und Tagungen abhalten zu können.
Die Marienau wurde 1950 für die Schönstatt-Priester erworben. Das Haus war ursprünglich 1819 als Tucherei auf dem Gelände des ehemaligen Augustinerinnenklosters entstanden, diente von 1887 bis 1920 als Lehrerinnenseminar und beherbergte seither das Provinzialat der Steyler Missionsschwestern. Seit 1980 dient es als Zentrum des Schönstatt-Priesterbunds.

### Berg Schönstatt

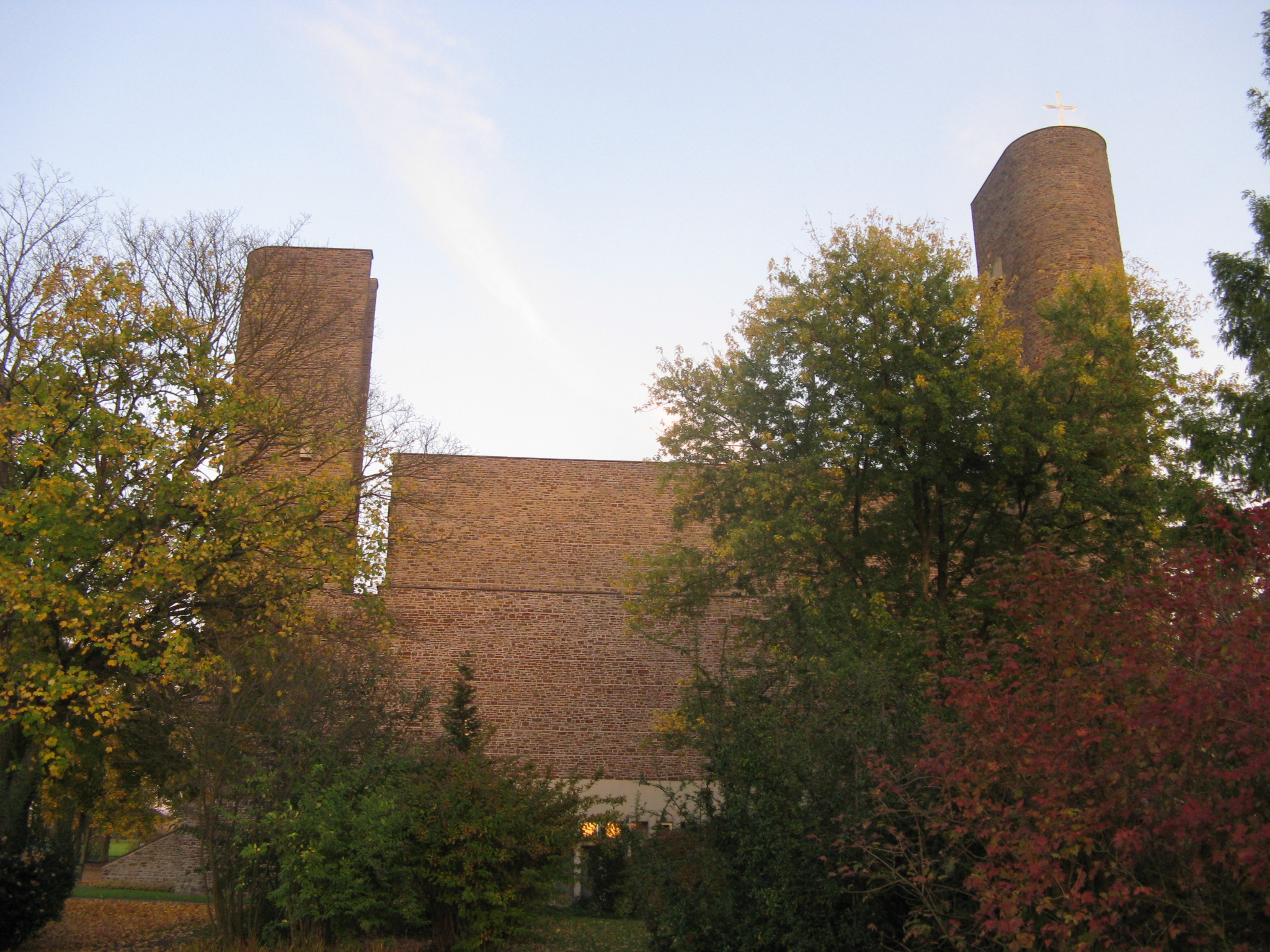
Anbetungskirche

Auf dem Berg Schönstatt, einer Anhöhe oberhalb des Wallfahrtsorts mit Urheiligtum, sind zahlreiche Bildungshäuser entstanden.
Zwei architektonisch herausragende Gebäude auf dem Schönstätter Berg sind die Anbetungskirche (1968), in der Pater Kentenich begraben ist, sowie das als Museum gestaltete Pater-Kentenich-Haus (1985), die beide von Alexander Freiherr von Branca entworfen wurden. Zwischen beiden Gebäuden liegt eine Pappelallee, die an eine italienische Zypressenallee erinnert. Die Kirche ist ein massiver Betonbau, der durch seine Natursteinverblendung einen festungsähnlichen Charakter erhält und eine Gottesburg symbolisiert.
Auf Berg Schönstatt haben die Schönstätter-Marienschwestern ihren Stammsitz, der Anfang der 1950er Jahre aus dem Tal hierher verlegt wurde. Neben dem Mutterhaus unterhalten sie das Schulungsheim, das Noviziatshaus, die Missionszentrale und das Anbetungshaus.
Die Bildungsstätte Marienland beherbergt die Zentrale der Schönstätter Frauengemeinschaften.

### Berg Moriah
Das Priesterhaus Berg Moriah wurde 1980 errichtet und beherbergt das internationale Zentrum des Schönstatt-Instituts der Diözesanpriester. In dessen Kapelle steht heute der Altar, der in der Kapelle des Priesterblocks im Konzentrationslager Dachau stand.

### Berg Sion
Auf Berg Sion befinden sich Niederlassungen der Schönstatt-Patres. 1974 entstand dort das Provinzhaus mit Noviziat, 1980 das Anbetungshaus. Der Sitz des Generalats befindet sich im 1992 fertiggestellten Vaterhaus.

### Marienberg
Auf dem Marienberg befindet sich das Jugendzentrum, das der Schönstatt-Mannesjugend als Tagungszentrum dient.